# 聲夢傳奇2澳洲
《聲夢傳奇2（澳洲）》（英語：STARS Academy 2 Australia）由TV Media Australia主辦，又名《聲夢傳奇2》 2022澳洲海選全澳總決賽，為香港電視廣播有限公司於2022年製作的選秀節目《聲夢傳奇2》在澳洲的衍生招募活動及地區比賽，于2022年6月4日（星期六）在悉尼Wesley Conference Centre举行。
比赛由來自全澳洲五個賽区的代表角逐全澳洲总冠军，而全澳洲总冠军将有机会代表澳洲到香港TVB参与《声梦传奇2》节目。在2022年6月2日前，公眾可對「最强人气王」獎項，進行公开投票，投票界面上有决赛歌手的演唱录音。

## 參賽者
《聲夢傳奇2》 2022澳洲海選全澳總決賽選手，共有14名參賽者，來自全澳洲五個賽區。
| 參賽編號 | 姓名             | 性別 | 代表賽區     |
| -------- | ---------------- | ---- | ------------ |
| 1        | 孫佳利 Lorraine  | 女   | 布里斯班賽區 |
| 2        | 歐陽楊子 Irene   | 女   | 墨爾本賽區   |
| 3        | 郭盈君 Renee     | 女   | 布里斯班賽區 |
| 4        | 蔣沁忻 Gina      | 女   | 西澳賽區     |
| 5        | 馮熙燮 Ryan      | 男   | 悉尼賽區     |
| 6        | 林原 Leon        | 男   | 堪培拉賽區   |
| 7        | 黄民智 Minzhi    | 男   | 悉尼賽區     |
| 8        | 李灝楹 Yolanda   | 女   | 墨爾本賽區   |
| 9        | 吳栢菱 Vanessa   | 女   | 悉尼賽區     |
| 10       | 王靖 Cindy       | 女   | 布里斯班賽區 |
| 11       | 詹樂新 Stephanie | 女   | 悉尼賽區     |
| 12       | 李其驤 Mars      | 男   | 墨爾本賽區   |
| 13       | 歐甜 Niki        | 女   | 悉尼賽區     |
| 14       | 余思敏 Jocelyn   | 女   | 西澳賽區     |

### 澳洲海選全澳總決賽
當晚經過3輪比試，來自布里斯班賽區的孫佳利勇奪冠軍，她將代表澳洲到香港TVB參與《聲夢傳奇2》節目，挑戰其他聲夢學員，亞軍和季軍分別是代表柏斯的蔣沁忻和悉尼的馮熙燮，而早前透過網絡投票競選的 「最強人氣王」則由布里斯本的郭盈君獲得。全澳總決賽當晚由澳洲TVB Anywhere節目主持區淑妍和 2021澳洲華裔小姐競選全澳總決賽亞軍余佳擔任司儀。
活動首先由2012 TVB全球華人新秀歌唱大賽墨爾本區冠軍及全球5強歌手袁帥帶來的表演揭開序幕。而表演嘉賓《王老吉2021中國好聲音澳大利亞海選全澳總決賽》冠軍丁時雨亦獻唱《慢慢喜歡你》及《飛機場的10:30》。本次比赛评判团包括澳洲著名华裔歌唱家喻静、朱峰骏、Luky Chen、袁帅及乐队歌手蔡芳轩。袁帅和蔡芳轩同时也曾是TVB全球华人新秀歌唱大赛澳洲赛区的冠军，代表过澳洲到香港比赛。